# Marama Vahirua
Marama Vahirua (Papeete, Polinesia Francesa, 12 de mayo de 1980) es un futbolista francopolinesio que juega como delantero en el AS Dragon.
Fue el único jugador de fútbol profesional proveniente de la Polinesia Francesa desde el comienzo de su carrera, en 1998, hasta 2013. A causa de ello, nunca había podido representar a su país a nivel internacional, hasta la participación de Tahití en la Copa FIFA Confederaciones 2013. Desempeñó la mayor parte de su carrera en Francia, aunque entre 2012 y 2013 jugó a préstamo en el Panthrakikos FC de Grecia. Luego de la Copa Confederaciones, firmó con el AS Pirae de su país.
Fue condecorado como el Futbolista del Año de Oceanía en 2005, cortando así con la hegemonía establecida por los australianos sobre el galardón, que lo habían conseguido en seis oportunidades consecutivas.

## Carrera
Debutó en el Nantes en 1998, club con el cual ganó la Copa de Francia en dos ocasiones y la Ligue 1 2000/01. En 2004 fue transferido al OGC Niza, donde permanecería tres años, siendo en 2007 traspasado al FC Lorient. En 2010 lo adquirió el AS Nancy, club que lo cedió a préstamo entre 2011 y 2012 al AS Monaco y entre 2012 y 2013 al Panthrakikos FC. 
A mediados de 2013 anunció su retiro del fútbol profesional, aunque no abandonó la práctica del deporte, firmando meses más tarde con el AS Pirae, uno de los clubes semiprofesionales de la Primera División de Tahití, que había clasificado a la Liga de Campeones de la OFC 2014. Luego de un paso por el Temanava, arribó al Dragon en 2017.

### Clubes
| Club         | País               | Año         | Partido | Goles |
| ------------ | ------------------ | ----------- | ------- | ----- |
| Nantes       | Francia            | 1998 - 2004 | 146     | 39    |
| Niza         | Francia            | 2004 - 2007 | 111     | 23    |
| Lorient      | Francia            | 2007 - 2010 | 96      | 19    |
| Nancy        | Francia            | 2010 - 2011 | 28      | 5     |
| Mónaco       | Mónaco             | 2011 - 2012 | 13      | 2     |
| Panthrakikos | Grecia             | 2012 - 2013 | 30      | 5     |
| Pirae        | Polinesia Francesa | 2013 - 2016 | 6       | 3     |
| Temanava     | Polinesia Francesa | 2016 - 2017 | 0       | 0     |
| Dragon       | Polinesia Francesa | 2017 - 2018 | 5       | 0     |

### Selección nacional
Representó a Francia en el nivel Sub-21 entre 2001 y 2002, jugando seis encuentros, en los que hizo dos goles. Sin embargo, Vahirua se decantó por jugar en la selección absoluta de su tierra natal, Tahití. Sus obligaciones como profesional lo mantuvieron al margen del seleccionado, inclusive en casos como la Copa de las Naciones de la OFC 2012, donde la selección tahitiana se coronó campeona de Oceanía por primera vez en su historia. Finalmente, su debut se produjo en la Copa FIFA Confederaciones 2013, en la derrota por 6-1 a manos de Nigeria.

## Palmarés
| Título           | Club      | País               | Año     |
| ---------------- | --------- | ------------------ | ------- |
| Copa de Francia  | FC Nantes | Francia            | 1999    |
| Copa de Francia  | FC Nantes | Francia            | 2000    |
| Ligue 1          | FC Nantes | Francia            | 2000/01 |
| Primera División | AS Pirae  | Polinesia Francesa | 2014    |
| Copa de Tahití   | AS Pirae  | Polinesia Francesa | 2015    |